# Desa Poreh
Desa Poreh är en administrativ by i Indonesien.   Den ligger i provinsen Jawa Timur, i den västra delen av landet, 700 km öster om huvudstaden Jakarta. Desa Poreh ligger på ön Madura.